# Могильно (гмина)
Могильно (пол. Mogilno) — гмина (волость) в Польше, входит как административная единица в Могиленский повет, Куявско-Поморское воеводство. Население — 24 944 человека (на 2004 год).

## Соседние гмины
1. Гмина Домброва
2. Гмина Гонсава
3. Гмина Яниково
4. Гмина Орхово
5. Гмина Рогово
6. Гмина Стшельно
7. Гмина Тшемешно